# Phaonia wahlbergi
Phaonia wahlbergi este o specie de muște din genul Phaonia, familia Muscidae, descrisă de Ringdahl în anul 1930. Conform Catalogue of Life specia Phaonia wahlbergi nu are subspecii cunoscute.